# Palisadula katoi
Palisadula katoi är en bladmossart som beskrevs av Iwatsuki 1979. Palisadula katoi ingår i släktet Palisadula och familjen Sematophyllaceae. Inga underarter finns listade i Catalogue of Life.